# 土油縣
土油縣，是明代交阯承宣布政使司乂安府下轄的一個縣。治所約在今越南乂安省清漳縣境內。縣內有千仞山，相傳昔有僧於此數其數，得999峰；又有偈江自偈江縣下通入縣，江深而且闊。

## 沿革
- 吳九德郡咸驩縣地[4]。
- 永樂五年五月八日辛酉，明征安南大軍至乂安府土油縣，右副將軍新城侯張輔從舉厥江東路，左副將軍西平侯沐晟、豐城侯李彬從舉厥江西路進兵，兩軍俱至盤石縣下營，十一日擒黎季犛、黎澄，十二日獲黎蒼及黎芮於高望山[5][6]。
- 永樂五年（1407年）六月癸未置，屬乂安府[7][8][9][10][11][12]。
- 永樂十七年九月丙辰（1419年10月3日），並土油縣入衙儀縣[13][14]。